# 大鱗亞口魚
大鱗亞口魚（學名：Catostomus macrocheilus）為輻鰭魚綱鯉形目亞口魚科的其中一種，為溫帶淡水魚，分布於北美洲加拿大卑詩省至美國奧勒岡州哥倫比亞河流域，本魚體呈圓柱形，頭部圓鈍，口下位成吸盤狀，幼魚呈斑駁的棕色或橄欖綠色，有黑斑，腹部為白色至黃色。成魚頂部呈青銅色至橙色，底部顏色較淺，體長可達61公分，壽命可達15年，棲息在礫石底質的大型河川急流區、深潭或湖泊，以浮游生物、藻類、有機碎屑等為食，為其他掠食魚類、鳥類（如魚鷹、海鵰）或水獺食物來源之一，繁殖期在春季，雌魚會在水淺的礫石淺灘產卵，一次可產多達20,000個，可作為食用魚及遊釣魚 

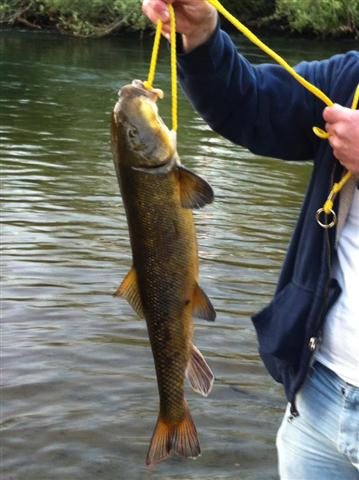
大鱗亞口魚